# Gstadt am Chiemsee
Gstadt am Chiemsee es un municipio situado en el distrito de Rosenheim, en el estado federado de Baviera (Alemania), con una población a finales de 2016 de unos 1167 habitantes.
Se encuentra ubicado al sur del estado, en la región de Alta Baviera, en la ladera de los Alpes, cerca de la frontera con Austria, del lago Chiem y de la orilla del río Eno —un afluente derecho del Danubio—.